# Sven Zywitza
Sven Zywitza (* 30. September 1970 in Stuttgart) ist ein ehemaliger deutscher Eishockeyspieler, der in seiner aktiven Zeit zwischen 1987 und 2003 unter anderem in der Eishockey-Bundesliga und Deutschen Eishockey Liga für den Augsburger EV und den ERC Ingolstadt spielte.

## Karriere
Seine Karriere begann Sven Zywitza 1987 beim EV Stuttgart. Nach einer kurzen Zwischenstation bei Preussen Berlin, wechselte der Flügelstürmer im Sommer 1991/92 zum Augsburger EV. Dort entwickelte er sich zum Führungsspieler und wurde in dieser Zeit auch in die Nationalmannschaft berufen. Nach dem Bosman-Urteil wechselte 1997 Zywitza in die 2. Bundesliga und spielte für Bietigheim-Bissingen. In der darauf folgenden Spielzeit wechselte er in den Norden zu den Crocodiles Hamburg. Zurück nach Bayern zog es ihn in der Saison 1999/2000 zum ERC Ingolstadt und spielte bis 2003 in der DEL und in der 2. Bundesliga. Der gelernte Immobilienkaufmann musste aufgrund einer Schulterverletzung seine Karriere 2002 beenden. In 750 Einsätzen in der 1. und 2. Bundesliga gelangen ihm 195 Tore und 240 Vorlagen. Zweimal gewann Zywitza in der 2. Bundesliga die Meisterschaft, 1993/94 mit dem Augsburger EV und 2000/01 mit dem ERC Ingolstadt.
Sven Zywitza bestritt im DEB-Nachwuchs über 50 Länderspiele. Mit der Nationalmannschaft nahm Sven Zywitza an der Eishockey-Weltmeisterschaft 1995 in Schweden teil.

## Späteres Leben und Wirken
Sven Zywitza absolvierte während und nach seiner aktiven Eishockeykarriere ein Betriebswirtschaftsstudium. Dieses schloss er erfolgreich 2005 als Diplom-Betriebswirt ab. Anschließend war er durchgehend bis Ende 2013 beim ERC Ingolstadt in diversen Führungspositionen (u. a. Kaufmännischer Leiter, Geschäftsführer) tätig.